# 希夫劳附近加姆斯
希夫劳附近加姆斯是奥地利施蒂利亚州利岑县的一个市镇。总面积46.23平方公里，总人口504人，人口密度13.1人/平方公里（2021年）。